# 鹽野安莉
鹽野安莉（日语：／ Shiono Anri，5月2日—），日本女性前配音員。出身於千葉縣。舊藝名。身高153cm。A型血。

## 人物
2007年7月以前她一直隸屬於81 Produce。同年10月，將藝名改為現用名。2008年10月至2011年3月，隸屬於JTB Entertainment。
2011年3月畢業於青山學院大學經濟學院。從配音界退休，現在在設計公司工作。

## 演出
粗體字表示主要角色。

### 電視動畫
- 幸運女神 各自的羽翼（2006年，女學生）
- 花漾明星KIRARIN（2006年，女孩子）
- 純愛手札 Only Love（2006年，春日司[6]）
- 武裝鍊金（2006年）
- 神奇寶貝超世代（2006年，九郎）
- 魔界戰記迪斯凱亞（2006年，魔法使）
- 棒球大聯盟 2nd season（2006年，海水浴客）
- 鍊金三級魔法少女（2006年，便利商店店員）
- 藍蘭島漂流記（2007年，幸福幸福、生魚片）
- 神槍少女 -IL TEATRINO-（2008年，黎各）
- TYTANIA -泰坦尼亞-（2008年，華蓮）

### OVA
- 守護之心（2003年，焰的琉衣）

### 網路動畫
- 企鵝美眉♥心（2008年，瑪麗亞·吉波卡普拉·W·懷特貝爾）

### 遊戲
- Quest of D（日语：Quest of D）（2004年）
- VR快打e世代 ～J6的野心～（2004年，芳）
- 永恆冒險（2005年，愛利西思·賽格特）
- 真爆走貨櫃車傳說（日语：爆走デコトラ伝説）（2006年，長谷川步美）
- 轉生學園月光錄（2006年，深山木光）
- 轉生八犬士封魔錄（日语：轉生八犬士封魔録）（2006年，夏見茜）
- VR快打5（2006年，愛琳）
- 人魚稜鏡（日语：マーメイドプリズム）（2006年，漢斯）
- 少女前線（2020年，黎各[7]）[注 1]

### CD

#### 音樂CD
- 神槍少女 -IL TEATRINO-歌唱專輯
- 奇蹟的碎片（日语：奇跡のかけら）（2006年11月8日）
  - 《純愛手札 Only Love》片尾主題曲（天宮小百合&彌生水奈&春日司）
- 純愛手札 Only Love 角色單曲 Vol.2 春日司（日语：ときめきメモリアル Only Love サウンドアルバム）（2006年12月21日）
  - 《純愛手札 Only Love》角色迷你專輯（春日司）
- 秘密（日语：秘密 (ときめきメモリアル Only Loveのキャラクターソング)）（2007年2月7日）
  - 《純愛手札 Only Love》第2彈片尾主題曲（天宮小百合&彌生水奈&春日司）

#### 廣播劇CD
- 轉生學園月光錄廣播劇CD（深山木光）

#### 其它
- 妄想有聲CD系列
- 名字CD系列
- 名字CD系列

### 廣播
- TOKYO→NIIGATA MUSIC CONVOY（日语：TOKYO→NIIGATA MUSIC CONVOY）（TUE.）（2006年11月擔任）—FM PORT（日语：新潟県民エフエム放送）

### 舞台
- （2009年，森井睦演出）

### 其它
- TOKYO MOOD PUNKS（日语：TOKYO MOOD PUNKS） 『Strawberry』PV（聲音演出，2010年）

## 腳註

## 外部連結
- （日語）—鹽野安莉的個人部落格。